# En dag på galopbanen
 For alternative betydninger, se A Day at the Races.
En Dag På Galopbanen (originaltitel A Day at the Races) er en amerikansk farce med Marx Brothers fra 1937, instrueret af Sam Wood.
Filmen havde premiere i Danmark 8. december 1937.